# 俄界会议
俄界会议是中国共产党1935年9月12日在甘肃省迭部县俄界（即高吉）召开的中央政治局会议。俄界会议旧址现为全国重点文物保护单位。
1935年9月9日，中共中央政治局在若尔盖巴西召开政治局紧急会议（巴西会议），决定率一、三军团单独北上。
1935年9月12日，中共中央政治局在甘肃省迭部县俄界召开扩大会议。会议通过《关于张国焘同志错误的决定》，指出张国焘反对中央北上的战略方针, 坚持向川康藏边境退却的方针是错误的，同时中央号召红四方面军的同志团结在中央周围，同张国焘错误倾向作斗争，促其北上。在这个决定中，第一次把战略转移明确称为“二万余里的长征”。为争取张国焘率部北上，该决定没有向全党公布。会议同时决定将第1军、第3军和军委纵队改编为中国工农红军陕甘支队，由毛泽东、周恩来、彭德怀、林彪、王稼祥组成5人团，负责支队的军事行动。